# Чемпионат Украины по шашечной композиции
Чемпионат Украины по шашечной композиции — официальное соревнование, проводящееся в Украине с 1980 года Федерацией шашек Украины. Непосредственное руководство проведением соревнований занимается Комиссия по шашечной композиции. Соревнования проводятся очно (Чемпионат по решению) и заочно (чемпионаты по составлению).
По результатам соревнований по составлению выполняются национальные звания: гроссмейстер Украины по шашкам, мастер спорта Украины по шашкам, а также разряд кандидат в мастера спорта Украины по шашкам.
Соревнования проводятся по русским и международным шашкам в разделах: проблемы, миниатюры, дамочные проблемы (с 2016), этюды, задачи.
Соревнования по решению дают максимум разряд кандидат в мастера спорта Украины по шашкам.

## История
Первый чемпионат Украины проводился в 1980-81 гг. и разделялся на два этапа — по русским и международным шашкам. Организатор — Михаил Юрьевич Бень, председатель комиссии по композиции в Федерации шашек Украины. Восемь циклов чемпионатов проходили до 1995 года. В 1996 году стартовал девятый чемпионат (этап по русским шашкам), оставшийся незавершенным.
Возродился национальный чемпионат в 2009 году чемпионатом по международным шашкам. Организатор — Иван Дмитриевич Ивацко (Винница), главный судья — Сергей Юрьевич Юшкевич (Харьков).